# Comté de Williamsburg
Le comté de Williamsburg est l’un des 46 comtés de l’État de Caroline du Sud, aux États-Unis. Il a été fondé en 1871. Son siège est la ville de Kingstree. Selon le recensement de 2010, la population du comté est de 34 423 habitants.

## Géographie
Le comté a une superficie de 2 427 km², dont 2 419 km² de terre ferme. 

## Démographie
| 1810  | 1820  | 1830  | 1840   | 1850   | 1860   |
| ----- | ----- | ----- | ------ | ------ | ------ |
| 6 871 | 8 716 | 9 018 | 10 327 | 12 447 | 15 489 |

| 1870   | 1880   | 1890   | 1900   | 1910   | 1920   |
| ------ | ------ | ------ | ------ | ------ | ------ |
| 15 489 | 24 110 | 27 777 | 31 685 | 37 626 | 38 539 |

| 1930   | 1940   | 1950   | 1960   | 1970   | 1980   |
| ------ | ------ | ------ | ------ | ------ | ------ |
| 34 914 | 41 011 | 43 807 | 40 932 | 34 243 | 38 226 |

| 1990   | 2000   | 2010   | - | - | - |
| ------ | ------ | ------ | - | - | - |
| 36 815 | 37 217 | 34 423 | - | - | - |